# زغال‌ماهی شمالی
زغال‌ماهی شمالی (نام علمی: Pollachius virens) نام یک گونه از سرده زغال‌ماهی است.